# جلاد طرفي فقاعي محدث بالسورالين والأشعة فوق البنفسجية
الجُلاد الطرفي الفُقاعي المُحدث بالسورالين والأشعة فوق البنفسجية هي حالةٌ جلديةٌ تتسم بظهورٍ مفاجئٍ لتبثراتٍ قاسيةٍ، والتي عادةً ما تظهر على الأجزاء القاصيَّة من الأطراف، خلال العلاج بالسورالين والأشعة فوق البنفسجية طويل الأمد.